# Kościół w Barlingbo
Kościół w Barlingbo – średniowieczny kościół znajdujący się na wyspie Gotlandia, w Szwecji.

## Historia
Najstarszą częścią kościoła jest chór z 1225 roku oraz zakrystia, która powstała na początku lub w połowie XIII wieku. Kościół stanął w miejscu starszego, romańskiego chóru kapłańskiego z XII wieku, którego pozostałości znaleziono pod podłogą w trakcie renowacji w 1924 roku. 
Nawa kościoła oraz wieża powstały w XIII wieku. Od czasu budowy kościoła nie przeprowadzono wielu zmian. Największą z nich było zastąpienie oryginalnego pokrycia dachu, dachówkami ceramicznymi.  
W 1908 roku zainstalowano system ogrzewania parą niskociśnieniową z kotłownią w zakrystii.  
Wewnętrzna renowacja kościoła miała miejsce w roku 1924 oraz w latach 1947–1948. Osobą odpowiedzialną za renowację był szwedzki architekt Carl-Otto Hallström. W 1924 roku ułożono kamienną posadzkę, a w latach 1947–1948 odnowiono malowidła ścienne.  
W 1989 roku zachowane witraże zostały umieszczone w nowych oprawach.  
W 1997 roku kościół przeszedł zewnętrzną renowację, którą przeprowadził architekt Jan Utas. Oczyszczono fasadę, wykonano remont dachu nawy i zamontowano nowe oświetlenie.  
W 2000 roku Jan Utas przeprowadził renowację wewnątrz kościoła. Wyczyszczono ściany, sklepienia i podłogi oraz zamontowano nowy system elektryczny. 
Najcenniejszymi elementami kościoła są: 
- chrzcielnica z końca XII wieku, często określana jako jedna z najwybitniejszych pozostałości sztuki domowej wczesnego średniowiecza,
- krucyfiks z 1270 roku,
- murale z XIII i XIV wieku przedstawiające m.in. sześciu apostołów,
- witraże z XIII wieku,
- dzwon kościelny z XV wieku,
- ambona i ołtarz z XVII wieku.

## Galeria

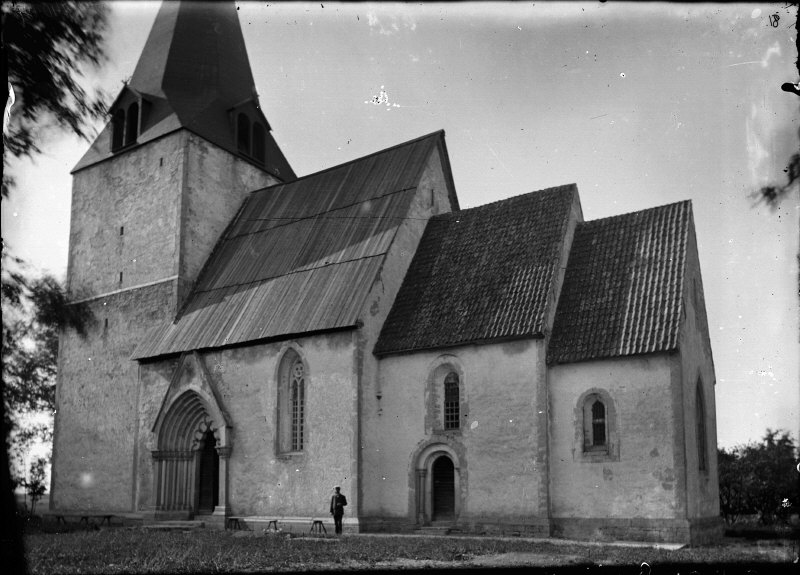
Kościół w 1891 roku
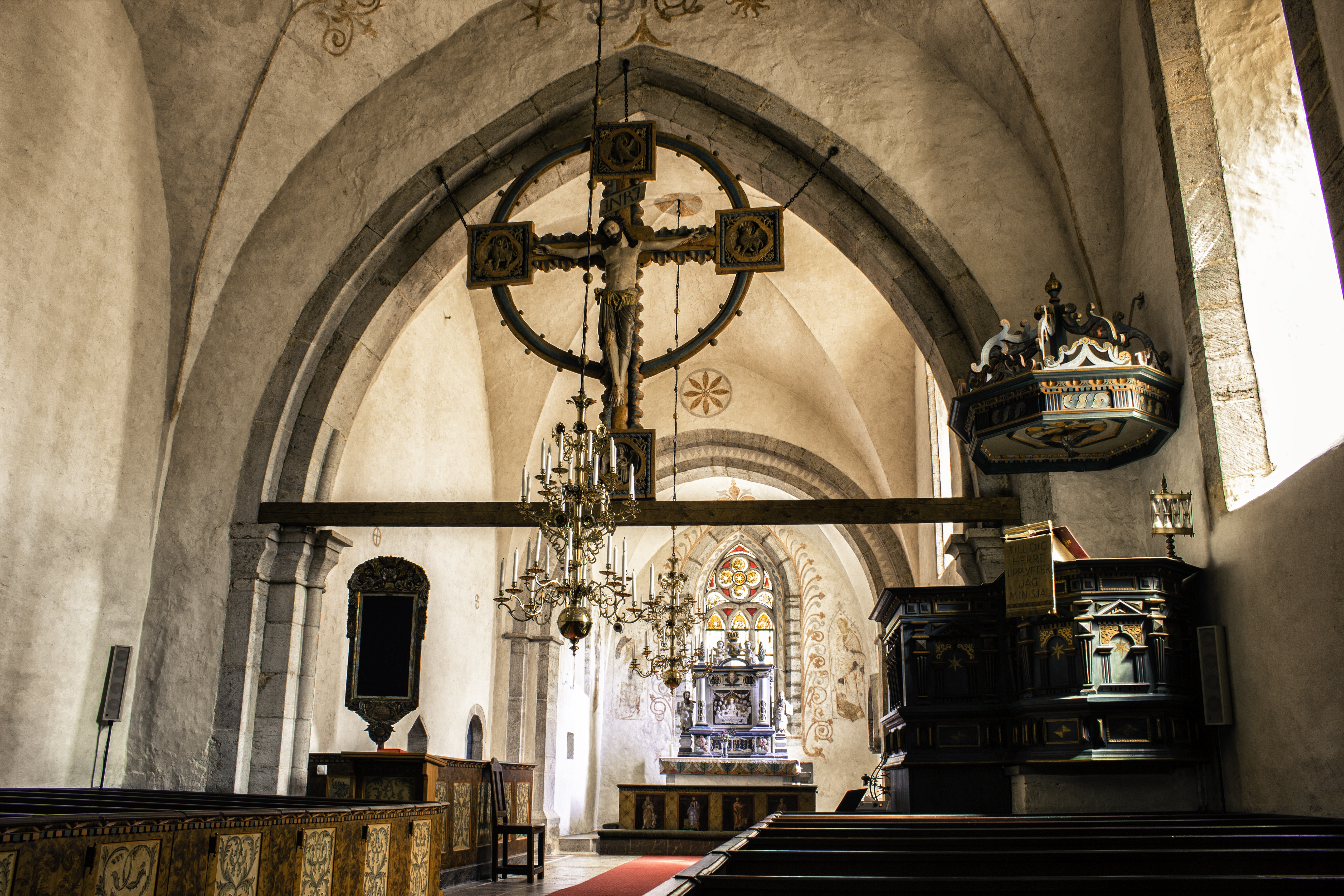
Wnętrze kościoła
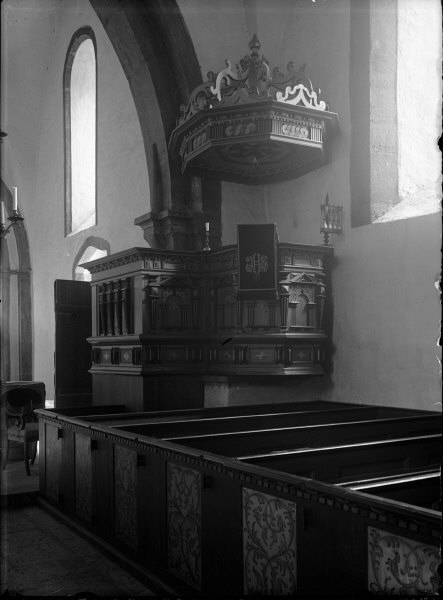
Ambona w kościele